# Trefl Sopot
O Trefl Sopot é um clube profissional de Basquetebol localizado em Sopot, Polónia que atualmente disputa a Liga Polonesa (PLK). Manda seus jogos na Ergo Arena com capacidade para 15.000 pessoas. O clube surgiu após o Asseco Sopot ser transferido para Gdynia.

## Histórico de temporadas
| Temporada | Nível | Liga | Pos. | V/D   | PL   | Resultado         | Copa da Polônia | Supercopa     | Competições europeias |
| --------- | ----- | ---- | ---- | ----- | ---- | ----------------- | --------------- | ------------- | --------------------- |
| 2010-11   | 1     | PLK  | 3    | 14-8  | 7-5  | Semifinalista     |                 |               | 3 EuroChallenge FC    |
| 2011-12   | 1     | PLK  | 2    | 6-4   | 9-7  | Finalista         | Campeão         |               |                       |
| 2012-13   | 1     | PLK  | 2    | 21-11 | 1-3  | Quartas de finais | Campeão         |               | 2 EuroCopa TR         |
| 2013-14   | 1     | PLK  | 3    | 16-6  | 5-5  | Semifinalista     |                 |               |                       |
| 2014-15   | 1     | PLK  | 8    | 14-16 | 0-3  | Quartas de finais |                 |               |                       |
| 2015-16   | 1     | PLK  | 15   | 8-24  |      |                   |                 |               |                       |
| 2016–17   | 1     | PLK  | 9    | 18-14 |      |                   |                 |               |                       |
| 2017–18   | 1     | PLK  | 11   | 17-15 |      |                   |                 |               |                       |
| 2018–19   | 1     | PLK  | 15   | 7-23  |      |                   |                 |               |                       |
| 2019–20   | 1     | PLK  | 6    | 22-10 |      |                   |                 |               |                       |
| 2020-21   | 1     | PLK  | 5    | 19-11 | 1-3  | Quartas de finais | Semifinais      |               |                       |
| 2021-22   | 1     | PLK  | 10   | 15-15 |      |                   |                 |               |                       |
| 2022-23   | 1     | PLK  | 8    | 17-13 | 1-3  | Quartas de finais | Campeão         | Finalista     |                       |
| 2023-24   | 1     | PLK  | 2    | 21-9  | 10-5 | Campeão           | Semifinais      |               |                       |
| 2024-25   | 1     | PLK  | 2    | 20-10 | 6-5  | Medalha de bronze |                 | Semifinalista | 2 EuroCopa TR 1-17    |
| 2025-26   | 1     | PLK  |      |       |      |                   |                 |               |                       |

fonte:eurobasket.com

## Títulos
- Copa da Polônia

Campeão (3):2012, 2013, 2023
- Liga polonesa
  - Campeão (1): 2023-24
  - Finalista (1):2011-12
    - Medalha de bronze:2024-25

- Supercopa da Polônia

Campeão(2):2013, 2014

## Artigos relacionados
- Liga Polonesa de Basquetebol
- Seleção Polonesa de Basquetebol